# 快適生活ラジオショッピング
『快適生活ラジオショッピング』（かいてきせいかつラジオショッピング）は、大阪市に本社を置く株式会社快適生活（旧社名：株式会社ライフサポート） が提供するラジオショッピング番組である。

## 概要
全国のAM・FMラジオで放送され、ワイド番組の中に内包されるか、独立した番組として放送される。また、一部のコミュニティFM局でも放送されている。
FM AICHIやFMとやま、Date fmなど一部地域では『快適生活ラジオショッパー』（かいてきせいかつラジオショッパー）を名乗り、オープニングとエンディングでは「Steppin' out／国府弘子・天野清継」が流れていたが、2017年4月をもって『快適生活ラジオショッピング』に統一された。
注文の電話番号紹介の際、フリーダイヤルの次の6桁を「ヨーイシナゴー」と語呂合わせで覚えるよう強調している（育毛剤などを扱うときは違う番号になる）。
また、社名がライフサポートであった時代は『ライフサポート快適生活ラジオショッピング』としていたが、社名変更後は「ライフサポート」が取れた。
一時的に未放送となる時期があり、その際は各局ごとに別コーナーを挿入したり、ワイド番組のパート延長で対応する。

## 放送形態
進行役と商品説明役の2人の掛け合いで番組が進行していくが、特にワイド番組の内包コーナーの場合は進行役が商品説明担当と電話をつないで進行するところもある。

### ニッポン放送
同局での放送は、2006年4月に番組開始した、『高嶋ひでたけの特ダネラジオ 夕焼けホットライン』にて、当該通販企業のショッピングコーナーの放送開始。以降、週末のバラエティ番組である『徳光和夫 とくモリ!歌謡サタデー』の開始以後、平日の夕方枠と土曜の朝の時間帯にて編成されている。
その後、平日の夕方枠については、2018年3月に『ザ・ボイス そこまで言うか!』が終了し、同年4月から『草野満代 夕暮れWONDER4』を開始して暫く経過した、同年7月に諸般の事情で平日午後枠で放送していた
『土屋礼央 レオなるど』に同局の子会社である『ラジオリビング』と枠交換の形でコーナー枠が移動。
その後、『レオなるど』の番組終了に伴い、平日の同局での放送枠は消滅。2020年4月時点で、週末の土曜の、『とくモリ!歌謡サタデー』と『八木亜希子 LOVE&MELODY』2番組となる。同局の年末特番で1時間のラジオショッピングのみの特番が組まれる場合がある。

#### キャスター
肩書き無しはニッポン放送のアナウンサー

##### 現在
- 小倉淳（フリーアナウンサー、元日本テレビアナウンサー） - 2019年1月 -

##### 過去
- 小口絵理子（フリーアナウンサー、元ニッポン放送アナウンサー） - 2006年4月 - 2012年3月
- はたえ金次郎（フリーアナウンサー、元ニッポン放送アナウンサー） - 2006年4月 - 2011年、2015年 - 2018年12月
- 飯田浩司 - 2012年1月9日 - 2015年3月:月 - 木曜、2015年4月 - 2018年3月;平日
- 五戸美樹（当時：ニッポン放送アナウンサー） - 2012年10月5日 - 2015年3月27日 - 金曜
- ひろたみゆ紀（当時：フリーアナウンサー） - 2013年9月9日 - ※金曜
- 箱崎みどり - 2012年10月5日 - 2013年3月29日:金曜、2018年4月 - 6月 - :木曜
- 新保友映（当時：ニッポン放送アナウンサー）  - 2013年4月5日 - 8月30日:金曜
- 東島衣里　 - 2013年9月6日 - 2015年3月27日:金曜

### TBSラジオ
2012年度から2015年度までのナイターオフ期間（下半期）は『ザ・トップ5』。2016年度の下半期には『TOKYO JUKEBOX』、2017年度の下半期には『THE FROGMAN SHOW A.I.共存ラジオ好奇心家族』内で放送。プロ野球中継の自社向け放送業務から完全に撤退した2018年度以降は通年編成の生ワイド番組『アフター6ジャンクション』に「快適生活SHOPPING&DIRECT」というタイトルで、JRN加盟局の一部でも放送されている19時台の後半に組み込まれた。
2016年4月15日からは当時金曜日の午前中に編成されていた生ワイド番組『有馬隼人とらじおと山瀬まみと』の10:35 - 10:40頃にも放送。2020年10月からの後番組『金曜ボイスログ』でも、同じ時間帯で放送を続けた。
2019年10月からは、平日午後の生ワイド番組『たまむすび』内でも放送。当初は金曜日に限っていたが、2021年3月29日からは残りの曜日（月 - 木曜日）に拡大していた。この他にも、2011年4月17日より2018年4月1日まで、『安住紳一郎の日曜天国』終了直後の時間帯（11:55 - 12:00）に単独番組として編成されていた。
2022年1月31日（月曜日）放送分の「快適生活SHOPPING&DIRECT」をもって、TBSラジオ向けの業務から一時的に撤退したものの、2023年7月3日（月曜日）から『こねくと』（『たまむすび』月 - 木曜分の後継番組）内で定期的に放送。これを機に、『アフター6ジャンクション』でも、不定期ながら「快適生活ラジオショッピング」というタイトルで放送を再開している。

### その他ラジオ局
- ベイエフエムでは独立枠の場合、森しん・小松明子または村杉明彦・細谷美友による掛け合いの商品紹介。「POWER BAY MORNING」（月～木曜）ではパーソナリティと快適生活社員による電話での掛け合いとなる。よびかけは、「0120-ヨーイシナゴ。快適生活ラジオショッピング、○○さん！はい！○○さんよろしくお願いします。お願いします。」と「0120-40-1475、0120-40-1475番、ヨーイシナゴっと覚えてください。携帯電話からも、0120-40-1475番です。またインターネットのショッピングは快適生活で検索してください。快適生活ラジオショッピングでした。お届け返品等についてはご注文の際にお申し付けください。」に締めくくった。収録場所はマリブスタジオになっている。
- 東海ラジオでは2018年10月改編より『安蒜豊三 きょうもよろしく』（6:40頃、事前収録）と『ドラヂカラ!!』（月～水曜18時台）にそれぞれ内包する格好で放送している。
- CBCラジオでは『北野誠のズバリ』（15:14頃）に内包する形で放送。
- 朝日放送ラジオでは2012年4月7日から単独番組を編成。『素敵! 劇的! 快適生活!!』（土曜日 12:30 - 13:00）を経て、2015年12月3日から『桑原征平の快適生活ラジオショッピング!』を火曜日の夕方（17:00 - 17:10 → 17:45 - 17:55）に放送している。自社制作の生ワイド番組では、2022年の10月改編時点で『サクサク土曜日 中邨雄二です』『征平・吉弥の土曜も全開!!』に内包。上記の番組を放送している朝日放送ラジオ（朝日放送グループ）の本社は、快適生活本社近くのほたるまち（大阪市福島区）にある。
- MBSラジオでは毎週土曜日早朝の生ワイド番組『かめばかむほど亀井希生です!』の6時台後半に内包。ただし、快適生活の社員は出演せず、パーソナリティの亀井希生（毎日放送アナウンサー）が生放送中のスタジオから商品を紹介している。2021年10月1日までは当時平日の早朝に編成されていた生ワイド番組『子守康範　朝からてんコモリ!』でも、『かめばかむほど』と同じパターン・時間帯で生放送。パーソナリティの子守康範が紹介役を兼ねていたほか、後期には「てんコモリバザール」という独自のタイトルを付けていた。
- FM802では『快適生活SHOP STATION』のタイトルで放送しており、他社とは異なり他局DJによる収録となっていたが、2022年3月で終了。
- STVラジオでは『オハヨー!土曜日』内で7:40 - 7:45に放送されていたが、同番組終了後は『リクエストプラザ』内で8:50 - 8:55にて放送。
- HBCラジオでは『美香と香菜子のおさんぽ土曜日』内で9時台に放送する他、平日の生ワイド番組『朝刊さくらい』『気分上昇ワイド ナルミッツ!!!』『カーナビラジオ午後一番!』『グッチーのGood Friday!』におけるショッピング枠をはぴねすくらぶなどとの持ち回りで担当。
- FM NORTH WAVEでは生ワイド番組終了直後の独立枠との番組内包枠が存在するが、後者でも番組DJではないDJと快適生活社員による電話での掛け合いを事前収録して放送される。
- 栃木放送では毎日6回ほど放送している。特筆する点としては金曜午後のワイド番組『Accent』において、パーソナリティ・阿久津隆一が出演MCとして河野めぐみを指名し、やむを得ない事情がない限り河野が午後の3回すべてを担当している。
- ラジオNIKKEIでは平日1日につき4、5回放送。
- ミュージックバード for コミュニティFMでは生ワイド番組に内包しているが、『アフタヌーン・パラダイス』内において共同制作局でもあるFM世田谷では交通情報に差し替えている。また、コミュニティFMの中には自主編成の合間に単独コーナーとして遅れネットで放送している局も存在する。

## 消費者庁による措置命令等について
消費者庁は、2015年2月17日、株式会社ライフサポートに対し、不当景品類及び不当表示防止法第6条の規定に基づき、措置命令等を行った。2013年4月15日から12月6日に放送された「キャルッツ1000」と称する食品の痩身効果に係る表示について、景品表示法に違反する行為（表示を裏付ける合理的根拠が示されず、優良誤認に該当）が認められたとのこと。
また、対象表示が多くのラジオ放送局で放送された広告によって行われていたため、消費者庁は日本民間放送連盟に対し、傘下の会員事業者（放送事業者）において引き続きラジオ広告の厳正な考査、広告の適正化への取組が行われるよう要請を行った。